# Magdalena Neuner
Magdalena "Lena" Neuner (Garmisch-Partenkirchen, 9 februari 1987) is een Duitse voormalige biatlete.
Ze is de jongste atlete ooit in het biatlon die drie keer wereldkampioen (2007) werd. In het seizoen 2007/08 voegde ze daar opnieuw drie wereldtitels aan toe en won ze de algemene wereldbeker.
Neuner behaalde elf individuele wereldbekerzeges, waarvan drie individuele wereldtitels. Ze won ook gouden medailles op drie estafettenummers.daarnaast won ze 2 maal goud en 1 maal brons bij de olympische winterspelen in Vancouver. 
In 2007 en 2011 werd ze verkozen tot Sportvrouw van het Jaar in Duitsland. Na het openingsweekend van het seizoen 2011/12 kondigde ze haar afscheid aan.

## Belangrijkste resultaten

### Wereldkampioenschappen Junioren
| Jaar | Plaats          | Resultaten                                                                        |
| ---- | --------------- | --------------------------------------------------------------------------------- |
| 2004 | Haute Maurienne | 7,5 km sprint · 10 km achtervolging · 3 x 6 km estafette                          |
| 2005 | Kontiolahti     | 4e 12,5 km individueel · 7,5 km sprint · 10 km achtervolging · 3 x 6 km estafette |
| 2006 | Presque Isle    | 7e 12,5 km individueel · 7,5 km sprint · 10 km achtervolging · 3 x 6 km estafette |
| 2008 | Ruhpolding      | 7,5 km sprint · 10 km achtervolging                                               |

### Wereldkampioenschappen

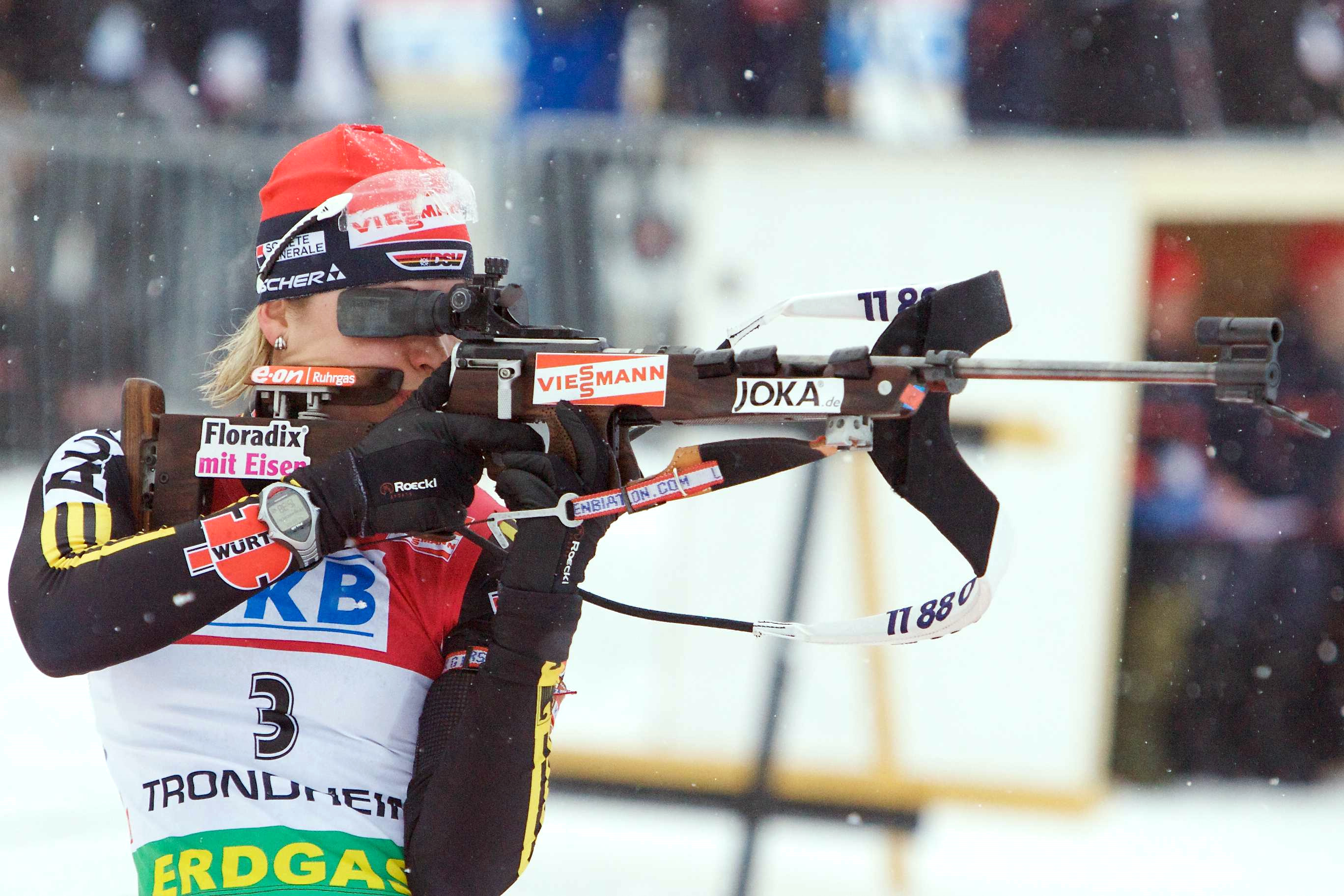
Neuner in 2009

| Jaar | Plaats           | Resultaten |
| ---- | ---------------- | --- |
| 2007 | Antholz          | 7,5 km sprint · 10 km achtervolging · 14e 12,5 km massastart · 4 x 6 km estafette                                                               |
| 2008 | Östersund        | 17e 7,5 km sprint · 6e 10 km achtervolging · 12,5 km massastart · 4 x 6 km estafette · gemengde estafette                                       |
| 2009 | Pyeongchang      | 8e 7,5 km sprint · 11e 10 km achtervolging · 7e 12,5 km massastart · 4 x 6 km estafette                                                         |
| 2010 | Chanty-Mansiejsk | gemengde estafette |
| 2011 | Chanty-Mansiejsk | 2 x 6 km + 2 x 7.5 km gemengde estafette · 7.5 km sprint · 10 km achtervolging · 5e 15 km individueel · 12.5 km massastart · 4 x 6 km estafette |

### Wereldbeker
Eindklasseringen
| Seizoen   | Algemeen | Individueel | Sprint | Achtervolging | Massastart |
| --------- | -------- | ----------- | ------ | ------------- | ---------- |
| 2005/2006 | 34e      |             |        |               |            |
| 2006/2007 | 4e       |             |        |               |            |
| 2007/2008 | Goud     |             |        |               |            |
| 2008/2009 | 4e       |             |        |               |            |
| 2009/2010 | Goud     |             |        |               |            |
| 2010/2011 |          |             |        |               |            |

### Olympische Spelen
| Jaar | Plaats    | Resultaten                                               |
| ---- | --------- | -------------------------------------------------------- |
| 2010 | Vancouver | 7,5 km sprint · 10 km achtervolging · 12,5 km massastart |